# Морис Ламарш
Морис Ламарш (на английски: Maurice LaMarche; роден на 30 март 1958 г. в Торонто, Онтарио, Канада) е американски озвучаващ актьор и бивш комик. Най-известен е като гласа на Брейн в анимационните сериали „Аниманиаци“ и "Пинки и Брейн“.

## Избрана филмография
- „Страхотен свят“ (1992)

- „Скуби-Ду: Арабски нощи“ (1994)
- „Ед Ууд“ (1994)
- „Коледната песен на семейство Флинтстоун“ (1994)
- „Космически забивки“ (1996)
- „Колкото толкова“ (1997)
- „Желанието на Уако“ (1999)
- „Вълшебната Коледа на Мики“ (2001)
- „Том и Джери: Вълшебният пръстен“ (2001)
- „Балто 2: По следите на вълка“ (2001)
- „Хей, Арнолд!: Филмът“ (2002)
- „101 далматинци II: Приключението на Пач в Лондон“ (2002)
- „Елф“ (2003)
- „Балто 3: Крилете на промяната“ (2004)
- „Екип Америка: Световна полиция“ (2004)
- „Инспектор Гаджет“ (2005)
- „Шантава Коледа“ (2006)
- „Скуби-Ду на върха“ (2012)
- „Разбивачът Ралф“ (2012)
- „Замръзналото кралство“ (2013)
- „Зоотрополис“ (2016)
- „Хей, Арнолд: Филм за джунглата“ (2017)